# Aspergillus tamarii

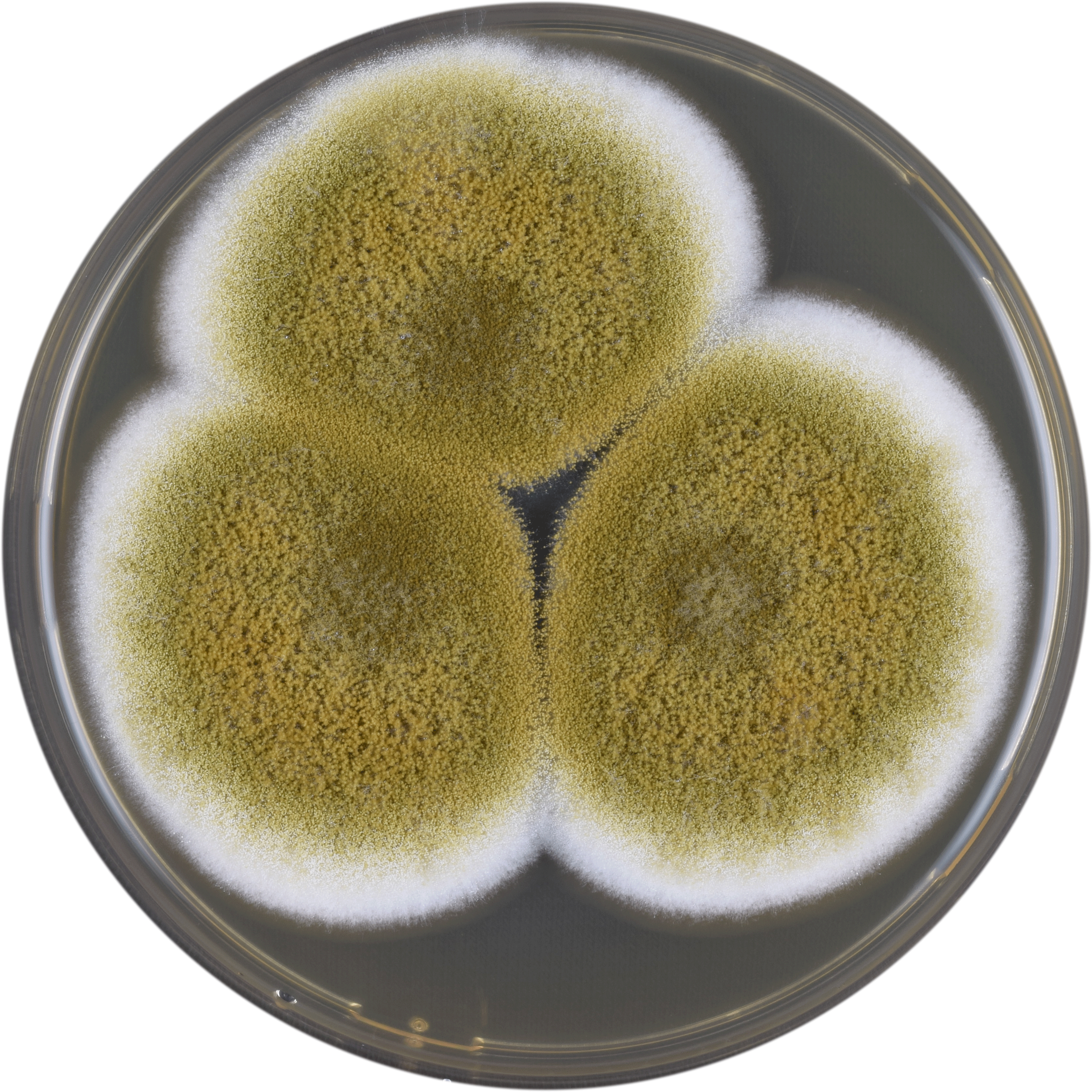
Aspergillus tamarii auf MEAOX-Agar

Aspergillus tamarii ist ein Schimmelpilz aus der Gattung der Gießkannenschimmel (Aspergillus sp.), der als eine Form des gelben Kōji zur Fermentation von Tamari-Sojasauce verwendet wird. A. tamarii wurde erstmals 1913 von G. Kita beschrieben.

## Aufbau & Vorkommen
A. tamarii besitzt einen Fruchtkörper und septierte Hyphen, wodurch er ein echtes Myzel bilden kann. Sein Wachstum in Myzel-Form beginnt exponentiell, verlangsamt sich jedoch anschließend. Er gedeiht besonders gut in organischen Böden, Stroh oder Kompost. Neben dem Wachstum als Myzel vermehrt er sich auch durch Konidien. A. tamarii ist hauptsächlich in tropischen und subtropischen Regionen zu finden und gelangt hauptsächlich durch den Import von Nüssen in mitteleuropäische Gebiete. In sehr seltenen Fällen kann A. tamarii eine Aspergillose auslösen. A. tamarii produziert das Toxin Cyclopiazonsäure und das Fungizid Aspirochlorin.